# ロッキング・オン
株式会社ロッキング・オン（rockin'on inc）は、音楽系の出版社。洋楽誌、邦楽誌、カルチャー誌、総合誌、美術誌など7誌を刊行するほか、ロック・フェスティバルなどのイベント事業も手がけている。

## 概要

### 歴史
水上はるこが中心となって出版していたロックのミニコミ「レボリューション」を、渋谷陽一が新宿のロック喫茶で見つけ、投稿したことで岩谷宏と知り合う。「レボリューション」の最終号に渋谷と岩谷の投稿が掲載されたが廃刊となり、1972年の夏、音楽評論家の活動と平行しつつ二浪して明治学院大学の大学生になったばかりの渋谷陽一、渋谷のアルバイト先のロック喫茶の常連（その中に「レボリューション」の廃刊を知らずに投稿していた橘川幸夫や松村雄策らがいた）とミニコミ「rockin'on」を創刊。印刷費18万円で3,000部が刷られ、スタッフによる人海戦術で都内および東京近郊の書店やロック喫茶、楽器店等に販売委託された。隔月刊誌であったが創刊号がほとんど売れ残ったため、もう一度創刊号を出すような資金繰りで2号目が発行された。
3号目になるとスタッフの離反により収益性とともに販売（配本）体制の非効率性が重くのしかかった。抜本的な対策として大手取次会社との契約を敢行し、4号目（1973年3月1日発行）より投稿誌の体面のままで全国配本がスタートした。
投稿は使い物にならないものが多く、売り上げも伸びず、広告収入も増えないまま、借金を繰り返す経営危機がしばらく続いたが、架空インタビューやスタッフ同士の対談や連載マンガなど編集スタッフ主体の独自企画も読者に好意的に受け入れられ、70年代半ばにかけて徐々に経営も安定していった。1977年になると部数は急伸し10月号より月刊化、1978年10月号よりカラーグラビアおよび英国『sounds紙』と独占契約した翻訳記事を毎号掲載するなど、商業音楽誌らしい情報提供にも力を入れ始めた。その一方でスタッフや投稿者の世代交代を図ったことにより、若い世代の狂信的な支持を取り付けることに成功し、80年代半ばには音楽業界を代表する雑誌に成長した。
1982年12月に株式会社化。1986年には邦楽専門の音楽誌「ROCKIN'ON JAPAN」を創刊し、取り扱いの幅を広げていく。
1990年代以降は音楽以外の分野へも進出し、様々なサブカルチャーや社会問題を取り上げた雑誌・書籍を発行する。音楽誌や歌手の書籍以外として、宮崎駿、北野武、松本人志のインタビュー集、よしもとばなな、松尾スズキの小説、山口智子のエッセイ、奈良美智の画集、中谷美紀、吉川ひなの、緒川たまき、HIROMIX、蒼井優の写真集、田中秀征、安野モヨコの対談集、藤原帰一、吉本隆明の評論集を出版している。
出版業界が縮小傾向にある2000年代からは、音楽イベント「ROCK IN JAPAN FESTIVAL」の主催を手掛けるなど、音楽を軸に幅広い事業展開を進める。
2007年6月9日、音楽情報サイト「RO69」オープン
2013年4月、ロッキング・オン・グループとして新たなスタートを切る。
2017年6月9日、開設10周年となる音楽情報サイト「RO69」を「rockinon.com」としてリニューアル
2018年8月、フェス公式アプリ「J-FES.」をローンチ
2019年9月、渋谷スクランブルスクエアに本社を移転
2024年3月、2024年4月1日付での経営体制の変更を発表。株式会社ロッキング・オン・ホールディングスおよび株式会社ロッキング・オン・ジャパン代表取締役社長には現副社長の海津亮が、株式会社ロッキング・オン代表取締役社長には現副社長の山崎洋一郎がそれぞれ就任する。これに伴い、現グループ3社の代表取締役社長である渋谷陽一は、各社の代表取締役会長に就任するとした。

### 方針
ロッキング・オン社から発売される雑誌では、インタビュー記事においてもアーティスト側からの原稿チェックの要求には応じない方針を掲げている。編集部とアーティスト側が相互にチェックしてよい記事に仕上げる手法を否定しているわけではないが、業界で慣例化している原稿チェックを編集の独立性を失わせるものとして警戒している。
雑誌の方向性自体は「雑誌は編集長のもの」という方針を一貫して保っているため、編集長が替わるごとに大幅に変化することも多い。

## グループ各社概要
グループ共通 代表取締役：渋谷陽一
- 株式会社ロッキング・オン・ホールディングス（2011年設立）代表取締役：海津亮 - グループ全体の管理業務／グループ全体の各種ウェブサイトの企画・制作業務（従業員数20名）[11][6]
- 株式会社ロッキング・オン（1982年設立）代表取締役：山崎洋一郎 - 洋楽誌「rockin'on」編集・広告営業／邦楽誌「ROCKIN'ON JAPAN」「BRIDGE」編集・広告営業／カルチャー誌「CUT」「H」編集・広告営業／総合誌「SIGHT」美術誌「SIGHT ART」編集・広告営業／音楽情報サイト「rockin'on.com」の編集／ラジオの番組制作業務（従業員数16名）[11][6]
- 株式会社ロッキング・オン・ジャパン（2013年設立）代表取締役：海津亮 - フェスティバルおよびイベントの企画・制作・運営・広報・宣伝／フェスグッズおよびアパレルブランド「rockin'star★」の制作・販売管理業務／グループ全体のメディアプロモーション／フェス公式アプリ「Jフェス」の企画・制作業務／所属アーティストの原盤制作・ライブ制作・宣伝などのマネジメント業務（従業員数27名）[11][6]
- 株式会社ROジャパン エージェンシー（2013年設立）
- 株式会社スワン・ソング（1988年設立）

## 雑誌
- rockin'on - 毎月7日発売。洋楽専門の音楽誌（1972年8月号創刊）
- ROCKIN'ON JAPAN - 毎月30日発売。邦楽専門の音楽誌（1986年10月号創刊）
- CUT - 毎月19日発売。カルチャー誌（1990年1月号創刊）
- bridge - 不定期刊。邦楽専門の音楽誌（1994年2月号創刊）
- H - 不定期刊。カルチャー誌（1994年5月号創刊）
- BUZZ - 休刊。rockin'on増刊誌（1997年5月号創刊）
- SIGHT - 不定期刊。総合誌（1999年創刊）
- コミックH - 休刊。漫画雑誌（2000年創刊）
- SIGHT ART - 不定期刊。美術誌（2014年創刊）

## 主催・企画制作イベント
- ROCK IN JAPAN FESTIVAL - 夏の野外音楽フェス（2000年8月初開催）[6]
- COUNTDOWN JAPAN - 冬の屋内音楽フェス（2003年12月初開催）[6]
- JAPAN JAM - 春の野外音楽フェス（2010年5月初開催）[6]
- rockin'on sonic - ロッキング・オンとして初の洋楽専門フェス（2025年1月初開催）[12][13]

このほか、フードフェス「まんパク」(2011年-2019年)、脱原発をテーマに掲げた「NO NUKES」(2012年-2019年)、ライブサーキットイベント「JAPAN'S NEXT 渋谷JACK」(2014年-2021年)、オンラインフェス「JAPAN ONLINE FESTIVAL」(2020年-2021年)など、多彩なフェス／イベントを展開している。

## 主なスタッフ

### 専属スタッフ
- 渋谷陽一
- 山崎洋一郎
- 海津亮[14]
- 其田尚也[15]
- 井上貴子
- 古河晋
- 小栁大輔[16]
- 田中力弥[17]
- 大橋麻里奈[17]
- 安田季那子[18]
- 根岸真実子[19]

### 外部スタッフ
- 遠藤利明
- 大鷹俊一[20]
- 天辰保文[21]
- 小野島大[22]
- 増田勇一[23]

### かつて在籍したスタッフ
- 松村雄策
- 橘川幸夫
- 岩谷宏
- 増井修
- 市川哲史
- 岩見吉朗
- 鹿野淳
- 田中宗一郎
- 兵庫慎司
- 宮嵜広司
- 稲田浩[24]
- 神谷弘一[25]
- 宇野維正
- 斉藤知太
- 粉川しの[26]
- 柴那典
- 高見展[27]
- 中込智子
- 小川智宏[28]
- 松本侃士[29]